# Polydesmus rothi
Polydesmus rothi är en mångfotingart som beskrevs av Manfredi 1957. Polydesmus rothi ingår i släktet Polydesmus och familjen plattdubbelfotingar. Inga underarter finns listade i Catalogue of Life.